# American Pie (음반)
《American Pie》는 1971년 10월 24일, 유나이티드 아티스츠 레코드에 의해 발매된 미국의 싱어송라이터 돈 맥클린의 두 번째 스튜디오 음반이다. 이 포크/록 음반은 차트 1위를 차지한 싱글곡 〈American Pie〉와 〈Vincent〉를 포함하여 빌보드 200에서 1위에 올랐다. 1971년 5월과 6월에 뉴욕시 더 레코드 플랜트에서 녹음된 이 LP는 버디 홀리에게 바쳐진 것이며, 1980년에 재발행되었는데 〈Sister Fatima〉라는 트랙을 뺀 것이다. 이 음반은 많은 찬사를 받으며, 후에 《죽기 전에 꼭 들어야 할 앨범 1001》라는 책에 포함되었다.

## 배경
《American Pie》는 1970년에 중간 정도의 상업적 성공과 찬사를 받으며 발매된 맥클린의 두 번째 음반이다. 맥클린은 피트 시거의 피보호자였으며 1960년대에 그와 함께 연주했다. 《American Pie》는 맥클린이 비틀즈의 《Sgt. Pepper's Lonely Hearts Club Band》의 영향을 받았고 《American Pie》가 비슷한 음반이 될 것이라고 생각했다고 말했기 때문에 통합된 작품으로 의도되었다. 예술가의 작품은 그 자체로 존재해야 한다고 믿으면서, 맥클린은 일반적으로 그의 작품의 주제나 의미에 대한 설명을 제공하지 않았지만, 그는 타이틀곡을 "상실감"과 관련된 것으로 묘사했다. 맥클린은 그의 어린 시절 아이콘 중 하나인 버디 홀리에게 음반을 헌정했고, 1971년에 발매되었다. 우울한 느낌과 다소 희박한 편곡이 있다. 곡을 쓸 당시, 맥클린의 첫 번째 결혼은 실패했고, 1960년대의 낙관과 희망은 1970년대의 허무주의와 쾌락주의에 자리를 내주고 있었다.

## 발매 및 평가
| 전문가 평가              | 전문가 평가 |
| 평가 점수                | 평가 점수   |
| 출처                     | 점수        |
| ------------------------ | ----------- |
| Allmusic                 | [ 8 ]       |
| Christgau's Record Guide | C–          |

이 음반은 발매 2주 만에 1위에 올랐고 6개월 만에 골드 인증을 받아 빌보드 200 차트에서 거의 1년을 보냈다. 그것의 매력은 파편화된 음악계가 되어가고 있는 장르를 초월했다.

## 재발매
이 음반은 1980년 〈Sister Fatima〉라는 곡 없이 재발매되었고, 2003년 6월 27일, 다시 트랙이 복원되면서 두 곡의 보너스 트랙이 추가되었다. 또한 히스파보스가 전한 첫 스페인어 이슈는 〈Sister Fatima〉 없이 발매되었다.

## 유산
2003년 2월, 조지 마이클은 임박한 이라크 전쟁에 대한 항의 표시로 〈The Grave〉의 커버를 녹음했다.

## 곡 목록
모든 곡들은 특별한 언급이 없는 한 돈 맥클린에 의해 작사/작곡하였다.
| #   | 제목                         | 작사·작곡                         | 재생 시간 |
| --- | ---------------------------- | --------------------------------- | --------- |
| 1.  | 〈American Pie〉             |                                   | 8:33      |
| 2.  | 〈Till Tomorrow〉            |                                   | 2:11      |
| 3.  | 〈Vincent〉                  |                                   | 3:55      |
| 4.  | 〈Crossroads〉               |                                   | 3:34      |
| 5.  | 〈Winterwood〉               |                                   | 3:09      |
| 6.  | 〈Empty Chairs〉             |                                   | 3:24      |
| 7.  | 〈Everybody Loves Me, Baby〉 |                                   | 3:37      |
| 8.  | 〈Sister Fatima〉            |                                   | 2:31      |
| 9.  | 〈The Grave〉                |                                   | 3:08      |
| 10. | 〈Babylon〉                  | 민요; 리 헤이즈와 맥클린이 편곡함 | 1:40      |

## 인증
| 국가                                                                                         | 인증        | 판매량/출하량 |
| -------------------------------------------------------------------------------------------- | ----------- | ------------- |
| 캐나다 (뮤직 캐나다)                                                                         | 골드        | 50,000        |
| 영국 (BPI)                                                                                   | 골드        | 100,000*      |
| 미국 (RIAA)                                                                                  | 2× 플래티넘 | 2,000,000^    |
| *판매량을 기반으로 한 인증 · ^출하량을 기반으로 한 인증 · 판매량+스트리밍을 기반으로 한 인증 |             |               |